# Proposició no de llei
Les Proposicions no de Llei són la forma genèrica amb què es coneixen a Espanya les propostes que fan referència a les iniciatives sorgides a les Corts que tinguin per finalitat l'aprovació de textos o resolucions que no tinguin caràcter de llei. No s'ha de confondre amb la proposició de llei.
Aquests textos i resolucions estan dirigits en general:
1. a demanar o a instar el govern o algun dels seus membres a dur a terme una acció concreta,
2. a mostrar públicament una opinió majoritària o de les Corts en algun tema,
3. a establir les bases o principis pel que fa a alguna actuació de les administracions públiques.
Es poden aprovar tant al Congrés dels diputats com al Senat. La seva regulació es troba en el corresponent reglament de cada cambra, que estableixen diferents procediments.

## Congrés dels diputats
El títol X del reglament del Congrés dels diputats s'encarrega de regular el procediment de les Proposicions no de Llei.
En primer lloc defineix que les Proposicions no de Llei són aquelles proposicions a través de les quals es formulen propostes de resolució a la Cambra i que han de ser presentades per algun Grup parlamentari, o més diputats.
A continuació s'estableixen els passos requerits per la seva admissió i tramitació:
1. Presentació per escrit a la Mesa del Congrés dels Diputats
2. La Mesa decideix si l'admet o no.
3. La Proposició no de llei és publicada i s'obri el termini de presentació d'esmenes fins a sis hores abans de l'inici de la sessió en la que es debatrà.
4. El debat consistirà en intervencions que s'inicia amb la del Grup Parlamentari de l'autor i és continuat pel representant de cada grup parlamentari que haja presentat esmenes i finalment qui no n'han presentat.
5. Quan acaba el debat, se sotmet a votació junt a les esmenes presentades.

El President de la Comissió o del Congrés podrà acumular per al debat les proposicions no de llei que tracten el mateix tema o relacionats entre ells.
Poden aprovar-se bé en comissió o bé en el ple per votació.
Exemples:
- Proposició no de Llei en Comissió: Proposició no de Llei sobre el reconeixement i suport de la República Àrab Sahrauí Democràtica. (ERC)

- Relativa a l'assistència mèdica i social de les persones que pateixen de fibromiàlgia. (Grup Mixt)

- Sol·licitud de compareixença de la ministra de Sanitat i Consum, davant la Comissió de Sanitat i Consum, per informar sobre la seva política en relació amb l'Atenció Primària en el Sistema Nacional de Salut. (PP)

## Senat
El títol VII del reglament del Senat és l'encarregat de regular el procediment de les Proposicions no de Llei en aquest òrgan.
Al Senat són anomenade "mocions" i poden tenir diverses funcions, però mai la de legislar.
Exemples:
- Declaració institucional amb motiu del Dia Internacional per a l'eliminació de la violència contra la dona. (Tots els grups)

- Moció al Senat per a l'ajornament de les patents de programari.

- Moció per fomentar la lactància materna a Espanya, a través de campanyes d'informació i divulgació sobre els efectes beneficiosos tant per a les mares com per als fills. (PP, PSOE, CiU, Entesa Catalana i PNB)

## Reglaments
- Reglament del Congrés dels diputats (castellà)
- Reglament del Senat (castellà)